# Scavenger-receptor
Scavenger-receptoren zijn een grote en diverse superfamilie van membraanreceptoren. Deze receptoren werden voor het eerst beschreven in 1970 door Dr. Brown en Dr. Goldstein, met als defineerende eigenschap het binden en verwijderen van gemodificeerde lipoproteïnen met lage dichtheid (LDL).  Tegenwoordig is het bekend dat Scavenger receptoren betrokken zijn bij een breed scala aan processen, zoals: homeostase, apoptose, ontstekingsziekten en de verwijdering van pathogenen. Scavenger receptoren worden voornamelijk gevonden op myeloïde cellen en andere cellen die binden aan verschillende liganden. Deze liganden zijn voornamelijk endogene en gemodificeerde gastheer-moleculen samen met pathogeen-geassocieerde moleculaire patronen (PAMP's), en deze verwijderen.  De Kupffer-cellen in de lever zijn bijzonder rijk aan scavenger receptoren, waaronder SR-AI, SR-AII en MARCO . 

## Functie
De superfamilie van de scavenger receptor wordt gedefinieerd door zijn vermogen om een breed scala van gemeenschappelijke liganden te herkennen en te binden. Deze liganden omvatten: polyanionische liganden waaronder lipoproteïnen, apoptotische cellen, cholesterolester, fosfolipiden, proteoglycanen, ferritine en koolhydraten.  Dankzij dit brede herkenningsbereik kunnen scavenger receptoren een belangrijke rol spelen bij homeostase en de bestrijding van ziekten. Dit wordt bereikt via de herkenning van verschillende PAMP's en DAMP's, wat leidt tot het verwijderen of opruimen van pathogenen met de herkenning van PAMP's, van apoptotische cellen, zelfreactieve antigenen en de producten van oxidatieve stress. 
In atherosclerotische laesies nemen macrofagen, die spoelreceptoren op hun plasmamembraan tot expressie brengen, agressief het geoxideerde LDL op dat zich in de wand van het bloedvat heeft afgezet en ontwikkelen zich tot schuimcellen. Evenzo scheiden ze verschillende inflammatoire cytokines af en versnellen ze de ontwikkeling van atherosclerose. 

## Types

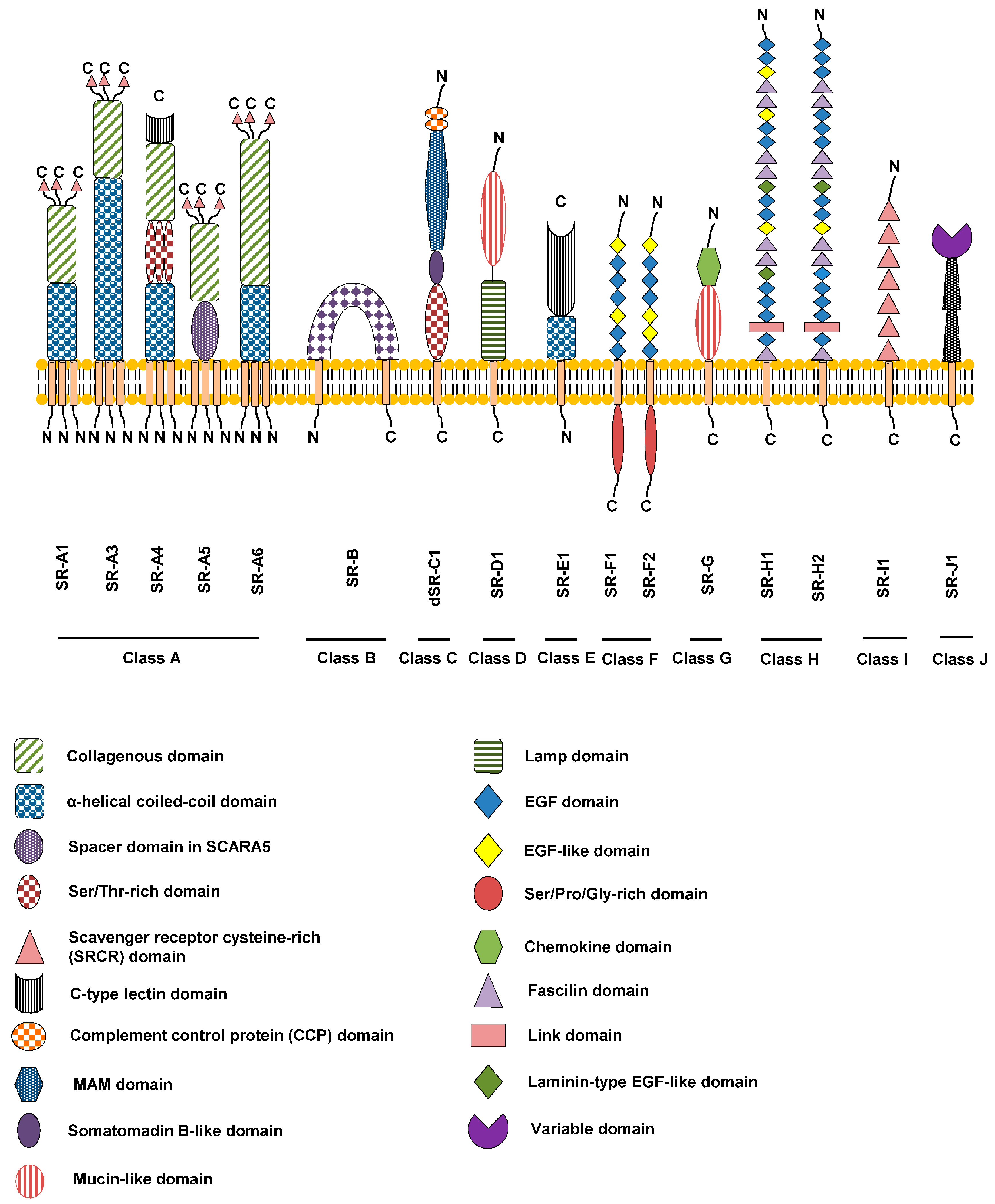
Schematisch overzicht van de superfamilie van de scavenger receptor. Klassen A-J worden weergegeven met hun respectieve domeinen. Alle klassen hebben een ortholoog in zoogdieren, met uitzondering van C.

Scavenger receptoren zijn ongelooflijk divers en daarom zijn ze georganiseerd in vele verschillende klassen, beginnend bij A en oplopend naar L.  Deze organisatie is gebaseerd op de structurele eigenschappen. Vanwege de diversiteit en doorlopend onderzoek naar scavenger receptoren ontbreekt er een geaccepteerde nomenclatuur, waardoor ze bekend zijn onder verschillende namen. In 2014 is een nieuwe nomenclatuur  voorgesteld die door sommige onderzoekers is gebruikt, hoewel er geen officiële erkenning is.  
- Klasse A wordt voornamelijk tot expressie gebracht in de macrofaag, is een eiwit waarvan het molecuulgewicht ongeveer 80 kDa is, vormt een trimeer; het is samengesteld uit 1) cytosol- domein, 2) transmembraandomein, 3) spacer-domein, 4) alfa-helixvormig opgerolde-spoel domein, 5) collageenachtig domein en 6) cysteïne- rijk domein. [8]
- Klasse B heeft twee transmembraangebieden.
- Klasse C is een transmembraan-eiwit waarvan de N-terminus extracellulair is gelokaliseerd.

### Klasse A
Klasse A-receptoren zijn een type II membraaneiwit, waarvan het collageenachtig domein zorgt voor ligandbinding .
Leden bevatten: Scavenger receptoren type 1 (SR-A1) is een trimeer met een molecuulgewicht van ongeveer 220-250 kDa (het molecuulgewicht van monomeer eiwit is ongeveer 80 kDa). Het heeft een bindingsvoorkeur voor gemodificeerd LDL, hetzij geacyleerd (acLDL) of geoxideerd (oxLDL). Andere liganden omvatten: bindt aan β-amyloïde, hitteschokeiwitten, oppervlaktemoleculen van grampositieve en gramnegatieve bacteriën, hepatitis C-virus. 
Het SR-A1 gen kan ook worden alternatieve splicing die een gereduceerde C-terminus bevat, het is opgesloten in het Endoplasmatisch Reticulum, en heeft net als de niet-gesplitste versie een sterke affiniteit voor polyanionische ligandbinding. 
- SCARA1 of MSR1 : SR-A1 zijn naast macrofagen ook te vinden op de gladde vasculaire spiercellen en endotheelweefsels, oxidatieve stress verbetert hun aanwezigheid op het endotheel.
- SCARA2 of MARCO : SR-A6, alleen te vinden op macrofagen in het peritoneum, lymfeklieren, lever en specifieke zones van de milt. Bacteriën en lipopolysaccharide geproduceerd door bacteriën stimuleren de expressie ervan, SR-A6 kan geen verbinding maken met gemodificeerde LDL.
- SCARA3, MSRL1 of APC7: SR-A3 speelt een belangrijke rol in de portectie tegen reactieve oxigen-soorten ( ROS ).
- SCARA4 of COLEC12 : SR-A4 fungeert als een receptor voor de detectie, verzwelging en vernietiging van oxidatief gemodificeerd LDL voor vasculaire endotheelcellen.
- SCARA5 of TESR: SR-A5 die zich in verschillende weefsels bevindt, zoals: longplacenta, darm-, hart- en epitheelcellen, en heeft een hoge affiniteit voor bacteriën maar niet voor gemodificeerd LDL.

### Klasse B
CD36 en scavenger receptor class BI zijn geïdentificeerd als genen die coderen voor geoxideerde LDL-receptoren en worden geclassificeerd als scavenger receptor B (SR-B). Beide eiwitten hebben twee transmembraandomeinen met een extracellulaire lus en ze zijn geconcentreerd in een specifiek plasmamembraan- microdomein, de caveolae . 
Leden omvatten: 
- SCARB1 of CD36L1: SR-B1 kan niet alleen een interactie aangaan met geoxideerd LDL maar ook met normaal LDL en lipoproteïnen met hoge dichtheid ( HDL ). En speelt een belangrijke rol in hun cellulaire transport. Recente studies hebben aangetoond dat SR-BI waarschijnlijk een belangrijke receptor voor HDL- metabolisme bij muizen en mensen. [9] [10] Naast LDL en HDL bindt SR-B1 aan virussen en bacteriën. SR-B1 bevindt zich op de hepatocyten, steroïde cellen, arteriële wand en macrofagen. Mutaties in SR-B1 hebben een negatief effect op de vruchtbaarheid, de aangeboren immuunrespons en leiden tot een toename van antherosclerose.
- SCARB2
- SCARB3 of CD36 : SR-B2 is gedacht betrokken te zijn bij celadhesie, ontwikkeling van bloedvaten, bij de fagocytose van apoptotische cellen en bij het metabolisme van vetzuren met lange ketens. Verder is aangetoond dat CD36 sterk betrokken is bij macrofaagmigratie en signalering, samen met het beschermen van de gastheer tegen, bacteriën, schimmels en malariaparasieten. In experimentele muizenmodellen van atherosclerose waarin het gen voor CD36 is verwijderd, hebben de muizen een sterk verminderd aantal atherosclerotische laesies. [11] CD36 kan in veel verschillende cellen worden gevonden, bijvoorbeeld: op insuline reagerende cellen, hematopoietische cellen zoals bloedplaatjes, monocyten en macrofagen, endotheelcellen en gespecialiseerde epitheelcellen in de borst en het oog.

### Andere scavenger receptoren
Andere receptoren die kunnen binden aan geoxideerd LDL zijn ontdekt: 
- CD68 en zijn homoloog muis, macrosialine, heeft een uniek N-terminaal mucine- achtig domein.
- Mucine is een viskeuze stof (te vinden in nattō of okra ) die bestaat uit een eiwit en polysachariden die eraan binden. Een Drosophila klasse C-wegvangende receptor (dSR-C1) heeft ook een mucineachtige structuur.
- Lectine- achtige geoxideerde LDL-receptor-1 ( LOX-1 ) werd geïsoleerd uit een endotheelcel van de aorta en is recent ontdekt in macrofagen en vasculaire gladde spiercellen in bloedvaten. De expressie van LOX-1 wordt geïnduceerd door inflammatoire stimuli, dus wordt gedacht dat LOX-1 betrokken is bij de ontwikkeling van atherosclerotische laesies. [12]